# Bhama Srinivasan
Bhama Srinivasan (ur. 22 kwietnia 1935 w Madrasie) – amerykańska matematyczka pochodzenia hinduskiego zajmująca się teorią grup. Profesor matematyki, pracuje na Uniwersytecie Illinois w Chicago. Za swoją pracę została uhonorowano w 1990 roku nagrodą Noether Lecture. Pełniła również funkcję przewodniczącego "Association for Women in Mathematics".
Kształciła się na University of Madras, The University of Manchester i Uniwersytecie Kolumbii Brytyjskiej.